# Sanremo-Festival 1970
Die 20. Ausgabe des Festival della Canzone Italiana di Sanremo fand 1970 vom 26. bis 28. Februar im städtischen Kasino in Sanremo statt und wurde von Nuccio Costa, Enrico Maria Salerno und Ira Fürstenberg moderiert.

## Ablauf

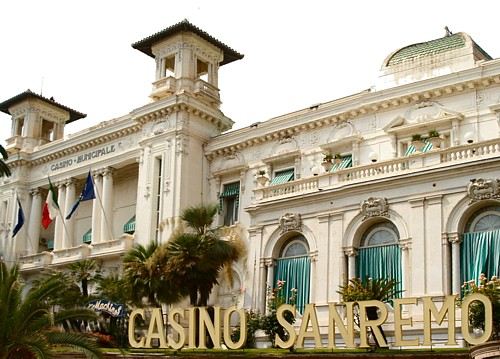
Das städtische Kasino, Veranstaltungsort des Sanremo-Festivals

Anlässlich des 20-jährigen Jubiläums wurde das Festival 1970 von mehreren Events im Vorfeld begleitet: Nunzio Filogamo, Pippo Baudo, Enzo Tortora und Fausto Tommei präsentierten eine Rückschau, bei der u. a. Achille Togliani, Giorgio Consolini, Carla Boni, Iva Zanicchi, Sergio Endrigo, Bobby Solo und Gigliola Cinquetti auftraten; außerdem gab es diverse Konzerte und auch die Kinopremiere von Easy Rider. Organisiert wurde das Festival diesmal von Ezio Radaelli und Gianni Ravera gemeinsam. Man ließ 26 Lieder zu, die von 52 Interpreten in je zwei Versionen präsentiert wurden; 14 Lieder qualifizierten sich an den ersten beiden Abenden für das Finale am Samstag.
Das Teilnehmerfeld war auf Druck von Edoardo Vianello (im Namen der Unione Cantanti Italiani) wieder stärker national ausgerichtet, nur vier Sänger (Mal, Rocky Roberts, Sandie Shaw und Antoine) stammten nicht aus Italien (um Nino Ferrer gab es eine Kontroverse), außerdem wurde der Newcomer-Anteil reduziert. Claudia Mori debütierte an der Seite ihres Mannes Adriano Celentano, mit dem sie bereits 1967 einen gemeinsamen Nummer-eins-Hit gelandet hatte. Als Sieger des Festivals von Castrocaro nahmen auch die Oberschüler Lucia Rizzi und Dino Drusiani teil. Nach einem Charterfolg im Vorjahr versuchte sich auch Dori Ghezzi erstmals in Sanremo, ebenso Patty Pravo, die zuvor schon eine Reihe von Hits abgeliefert hatte. Das ursprünglich für Gianni Morandi vorgesehene Lied La prima cosa bella von Nicola Di Bari wurde (nachdem Morandi wie schon im Vorjahr kurzfristig seine Teilnahme zurückgezogen hatte) der von Franco Califano neu entdeckten Gruppe Ricchi e Poveri zugeteilt. Außerdem begann der 16-jährige Rosalino (später Ron) in diesem Jahr seine Karriere in Sanremo.
Am ersten Abend erregten Antoine und Adriano Celentano mit ihren besonders auf Show gemachten Auftritten besondere Aufmerksamkeit. Der zweite Abend hingegen war vor allem durch ein Scheitern der Gruppen gekennzeichnet: Dik Dik, Ragazzi della via Gluck, i Domodossola und der Supergruppo schieden allesamt vorzeitig aus. Auch Rita Pavone gelangte überraschend nicht ins Finale. Dort konnte Celentano seinen ersten Sieg (zusammen mit seiner Frau) feiern, vor Nicola Di Bari und Ricchi e Poveri sowie Sergio Endrigo und Iva Zanicchi (deren Umweltschutz-Song L’arca di Noè Favorit im zweiten Halbfinale gewesen war).

## Teilnehmende Beiträge
| Platzierung | Interpret                               | Lied                          | Autoren                                                                             |
| ----------- | --------------------------------------- | ----------------------------- | ----------------------------------------------------------------------------------- |
| 1           | Adriano Celentano / Claudia Mori        | Chi non lavora non fa l’amore | Luciano Beretta, Miki Del Prete, Adriano Celentano, Nando de Luca                   |
| 2           | Nicola Di Bari / Ricchi e Poveri        | La prima cosa bella           | Mogol, Nicola Di Bari, Gian Franco Reverberi                                        |
| 3           | Iva Zanicchi / Sergio Endrigo           | L’arca di Noè                 | Sergio Endrigo, Luis Bacalov                                                        |
| 4           | Camaleonti / Ornella Vanoni             | Eternità                      | Giancarlo Bigazzi, Claudio Cavallaro                                                |
| 5           | Little Tony / Patty Pravo               | La spada nel cuore            | Mogol, Carlo Donida                                                                 |
| 6           | Bobby Solo / Gigliola Cinquetti         | Romantico Blues               | Lorenzo Pilat, Mario Panzeri, Daniele Pace                                          |
| 7           | Nada / Rosalino                         | Pa’ diglielo a ma’            | Franco Migliacci, Roberto Gigli, Jimmy Fontana, Mario Cantini, Lilli Greco          |
| 8           | Anna Identici / Antoine                 | Taxi                          | Gianni Argenio, Flavia Arrigoni, Daniele Pace, Mario Panzeri, Corrado Conti         |
| 9           | Luciano Tajoli / Mal                    | Sole, pioggia e vento         | Lorenzo Pilat, Mario Panzeri, Daniele Pace                                          |
| 10          | Mario Tessuto / Orietta Berti           | Tipitipitì                    | Mogol, Elio Isola                                                                   |
| 11          | Gianni Nazzaro / Marisa Sannia          | L’amore è una colomba         | Giancarlo Bigazzi, Totò Savio                                                       |
| 12          | Carmen Villani / Fausto Leali           | Hippy                         | Luciano Beretta, Fausto Leali                                                       |
| 13          | Sergio Leonardi / Tony Renis            | Canzone blu                   | Mogol, Alberto Testa, Tony Renis                                                    |
| 14          | Caterina Caselli / Nino Ferrer          | Re di cuori                   | Giancarlo Bigazzi, Claudio Cavallaro, Totò Savio                                    |
|             | Rocky Roberts / Supergruppo             | Accidenti                     | Gian Pieretti, Ricky Gianco                                                         |
|             | Lucia Rizzi / Michele                   | L’addio                       | Sergio Bardotti, Andrea Lo Vecchio, Giorgio Antola, Michele Francesio, Plinio Maggi |
|             | Rita Pavone / Valeria Mongardini        | Ahi, ahi, ragazzo             | Franco Migliacci, Umberto Napolitano                                                |
|             | Ragazzi della via Gluck / Paolo Mengoli | Ahi! Che male che mi fai      | Cristiano Minellono, Toto Cutugno                                                   |
|             | Pino Donaggio / Sandie Shaw             | Che effetto mi fa             | Cristiano Minellono, Pino Donaggio                                                  |
|             | Rosanna Fratello / I Domodossola        | Ciao anni verdi               | Vito Pallavicini, Nando De Luca, Alessandro Celentano                               |
|             | Donatello / Dik Dik                     | Io mi fermo qui               | Luigi Albertelli, Enrico Riccardi                                                   |
|             | Renato Rascel / Pio                     | Nevicava a Roma               | Miki Del Prete, Luciano Beretta, Roberto Negri, Giuseppe Verdecchia                 |
|             | Rossano / Dori Ghezzi                   | Occhi a mandorla              | Vito Pallavicini, Piero Soffici                                                     |
|             | Francesco Banti / Dino Drusiani         | Ora vivo                      | Angelo Favata, Aldo Pagani                                                          |
|             | Claudio Villa / Tony Del Monaco         | Serenata                      | Giancarlo Bigazzi, Enrico Polito, Totò Savio                                        |
|             | Emiliana / Gens                         | La stagione di un fiore       | Luciano Rossi, Salvatore Ruisi, Gianni Marchetti                                    |

## Erfolge
Mit Ausnahme von L’amore è una colomba (Platz 11) erreichten alle Finalbeiträge anschließend die Top 25 der Singlecharts, fünf davon in beiden Versionen. Als einzigen Nicht-Finalisten gelang Dik Dik mit Io mi fermo qui ebenfalls der Charteinstieg.

| Jahr | Titel                         | Höchstplatzierung, Gesamtwochen, AuszeichnungChartsChartplatzierungen (Jahr, Titel, Platzierungen, Wochen, Auszeichnungen, Anmerkungen) | Anmerkungen                            |
| Jahr | Titel                         | IT | Anmerkungen                            |
| ---- | ----------------------------- | --- | -------------------------------------- |
| 1970 | La prima cosa bella           | IT1 (16 Wo.)IT | Version von Nicola Di Bari Platz 2     |
| 1970 | Chi non lavora non fa l’amore | IT1 (13 Wo.)IT | Version von Adriano Celentano Platz 1  |
| 1970 | Eternità                      | IT2 (15 Wo.)IT | Version von Camaleonti Platz 4         |
| 1970 | L’arca di Noè                 | IT3 (15 Wo.)IT | Version von Sergio Endrigo Platz 3     |
| 1970 | La spada nel cuore            | IT6 (11 Wo.)IT | Version von Little Tony Platz 5        |
| 1970 | Taxi                          | IT7 (11 Wo.)IT | Version von Antoine Platz 8            |
| 1970 | La prima cosa bella           | IT8 (11 Wo.)IT | Version von Ricchi e Poveri Platz 2    |
| 1970 | Tipitipitì                    | IT8 (10 Wo.)IT | Version von Orietta Berti Platz 10     |
| 1970 | Sole, pioggia e vento         | IT9 (5 Wo.)IT | Version von Mal Platz 9                |
| 1970 | Io mi fermo qui               | IT10 (14 Wo.)IT | Version von Dik Dik                    |
| 1970 | L’arca di Noè                 | IT12 (7 Wo.)IT | Version von Iva Zanicchi Platz 3       |
| 1970 | Pa’ diglielo a ma’            | IT12 (6 Wo.)IT | Version von Nada Platz 7               |
| 1970 | Eternità                      | IT13 (8 Wo.)IT | Version von Ornella Vanoni Platz 4     |
| 1970 | Romantico Blues               | IT14 (7 Wo.)IT | Version von Gigliola Cinquetti Platz 6 |
| 1970 | La spada nel cuore            | IT16 (5 Wo.)IT | Version von Patty Pravo Platz 5        |
| 1970 | Hippy                         | IT21 (4 Wo.)IT | Version von Fausto Leali Platz 12      |
| 1970 | Romantico Blues               | IT22 (3 Wo.)IT | Version von Bobby Solo Platz 6         |
| 1970 | Re di cuori                   | IT24 (2 Wo.)IT | Version von Caterina Caselli Platz 14  |
| 1970 | Canzone blu                   | IT25 (1 Wo.)IT | Version von Tony Renis Platz 13        |

## Belege
1. ↑  M&D-Chartarchiv. Musica e dischi, abgerufen am 30. Mai 2017 (italienisch, kostenpflichtiger Abonnement-Zugang).